# Дакриоцисториностомија
Дакриоцисториностомија (ДЦР) је метода стварање функционалног пута од каналића у носу помоћу остеотомије и отварања назолакрималне кесе у носу. Може се извести екстерним или ендоназалним приступом.

## Опште информације
Опструкција екскреторног сузног система резултује епифором. У зависности од тачног узрока и локације опструкције, користе се специфичне хируршке процедуре, која може укључивати било коју од следећих метода:
- Пунктопластика
- Реконструкција канала
- Каналикулодакриоцисториностомија
- Екстерна дакриоцисториностомија
- Ендоскопска дакриоцисториностомија
- Коњунктиводакриоцисториностомија
- Дакриоцистектомија

Ова активност ће се позабавити опструкцијом насолакрималног канала (НЛДО), што често доводи до непоправљиве, досадне епифоре. У дуготрајном опструкцији насолакрималног канала, слуз се може акумулирати, што доводи до мукокеле у назолакрималној врећици или чак до акутног или хроничног дакриоциститиса. Лакримална хирургија за обнављање дренаже суза је обично дефинитиван третман и укључује једну од аведених врста дакриоцисториностомије. 

## Етиологија
Етиологија опструкције назолакрималног канала је следећа:
Конгенитална опструкција насолакрималног канала
Обично је узрокована мукозном мембраном на доњем меатусу, али може бити узрокована и коштаном констрикцијом назолакрималног канала
Примарна стечена опструкција назолакрималног канала
Обично је узрокована фиброзом назолакрималног канала, која је повезана са узрастом.
Секундарна стечена опструкција назолакрималног канала
Секундарна стечена опструкција назолакрималног канала може бити узрокована:
1. Инфекцијом, која може бити: 
- бактеријска  инфекција (стафилококи, стрептококи, актиномицети су најчешћи узрочници)
- гљивична инфекција,
- вирусна инфекција,
- паразитима изазвана инфекција.

2. Запаљењем, које можебити: 
- саркоидоза
- Вегнерова грануломатоза (грануломатоза са полиангиитисом - ГПА)
- алергије
- капи за очи (лекови за глауком, лекови за хемотерапију, антивирусни лекови)
- зрачење (употреба И-131 за карцином штитне жлезде)
- физичке опекотине
- хемијске опекотине
- пемфигоидна болест
- Стивенс-Џонсонова болест
- хемотерапеутски лекови (доцетаксел за карцином дојке и рак плућа)

3. Неоплазијама, које могу бити:
- тумори сузне кесе (лимфом, папилома, карцином сквамозних ћелија, меланом)
- околни тумори меког ткива као што су карцином базалних ћелија, аденоидни цистични карцином, лимфом, леукемија,
- метастатски тумори (карцином дојке, малигни меланом, карцином простате)

4. Траумама, која може бити:
- преломи средњег дела лица укључујући назо-орбито-етмоидне преломе
- јатрогена траума

5. Механичким узроцима, која могу бити:
- околне мукоцеле
- дакриолитие унутар сузног система

## Патофизиологија
Примарно стечена опструкција назолакрималног канала је узрокована хроничном инфламацијом ниског степена и секундарном фиброзом без специфичног примарног узрока, као што су показали Линберг и сардниици 1986. године на хистопатолошким студијама.
Примарна стечена опструкција назолакрималног канала чешће се јавља код жена. Истраживања су показала да су доња назолакримална јама и средњи део назолакрималног канала значајно мањи код жена.  Такође се сматра да хормоналне промене код жена могу да доведу до деепителизације сузне кесе и сузног канала, чиме се изазива опструкција назолакрималног канала, посебно код већ ужег назолакрималног канала.

## Контраиндикације
У контариндикације за ДЦР спадају:
- Узроци епифоре, као што је евапоративно суво око, морају бити искључени пре ДЦР операције.
- У случају претходног кожног малигнитета медијалног кантуса, ДЦР операцију треба пажљиво размотрити тек након што праћење потврди да нема сумње на рецидив.
- Пробијање коштане баријере  ДЦР може потенцијално проширити туморе у окружењу понављајуће болести.
- Претходна радиотерапија у медијалној канталној регији може смањити васкуларност и зарастање у овој области.

## Терапија

### Класична операција
Мали рез се прави на страни носа и  кост се уклања да би се направила веза са носом. Одводи се остављају како би се спречило затварање отвора и уклањају се након неколико месеци. Поставља се Јонесова или Крафордова цев да би се олакшао проток суза из ока у нос. Сузне кесе се морају избегавати током ове хируршке процедуре.

### Ендоскопска операција
Операција се такође може извести ендоскопски кроз нос где се у сузној кеси ствара отвор изнутра. Предности укључују мањи периоперативни морбидитет и отсуство ожиљака. Подаци сугеришу нешто нижу стопу успеха од „класичне“ технике.
Са појавом назалних ендоскопа, ендоскопска дакриоцисториностомија постаје све популарна. У овој процедури, назални ендоскоп се користи за визуализацију сузне кесе кроз носну шупљину. Нагризе се кост која покрива сузну кесу, а медијални зид врећице се урезује или ексцизира, што олакшава дренажу суза у носну шупљину.

### Додатна употреба антиметаболита
Антиметаболити (који инхибирају коришћење метаболита) се могу користити са намером да се повећа стопа успеха дакриоцисториностомије. У периоду праћења дужем од шест месеци, антиметаболити су побољшали функционалне и анатомске резултате. При употреби антиметаболита утвржени су само мањи нежељени ефекти. 